# 马格尼托哥尔斯克
马格尼托哥尔斯克（羅馬化：Magnitogorsk，直译：“磁山城”）建城于1931年，位于南乌拉山东麓，位于车雅宾斯克州内，同时是南西伯利亚铁路与乌拉尔河交会处。面积375.85平方千米，人口约41.67万，它是俄罗斯最大的钢铁工业中心。乘坐铁路从马格尼托哥尔斯克前往车里雅宾斯克州首府车雅宾斯克有417公里距离，距离首都莫斯科1916公里。

## 概况
人口约40.78万（2010年统计）。根据1989年人口民族成分统计，俄罗斯人佔81.5 %，乌克兰人4.3 %，鞑靼人6.4 %，巴什基尔人2.8 %，白俄罗斯人1.0 %，犹太人0.4 %，乌兹别克人0.2 %，德意志人0.2 %及乌德穆尔特人0.1 %。

## 历史
马格尼托哥尔斯克是于1929年在原有的哥萨克村落马格尼特（Магнитной）的基础上建立的。起初该城市只是作为当地钢铁联合企业的工人的居住地而启用，随后则因为斯大林的苏联五年计划而在1931年升级成为城市。并因为附近的马格尼特山内铁矿含量丰富，在第二次世界大战至1960年代中发展迅速。

### 马格尼托哥尔斯克大楼倒塌
2018年12月31日，马格尼托哥尔斯克的一栋公寓楼发生瓦斯爆炸和坍塌，39名居民死亡，17人受伤。

## 延伸阅读
- Scott, John, Behind the Urals: An American Worker in Russia's City of Steel, Indiana University Press, 1989. ISBN 0-253-20536-0
- Degtyarev A. G., Letopis' gory Magnitnoy i goroda Magnitogorska, 1993.
- Kotkin, Stephen. Steeltown, USSR:Soviet Society in the Gorbachev Era
- Kotkin, Stephen, Magnetic Mountain: Stalinism as a Civilization.

## 链接
- 照片马格尼托哥尔斯克 （页面存档备份，存于）